# Przełęcz Złotne
Przełęcz Złotne – położona na wysokości 782 m n.p.m. przełęcz w grzbiecie głównym Pasma Radziejowej w Beskidzie Sądeckim, znajdująca się pomiędzy Dzwonkówką (983 m) a mało wybitnym, niewielkim i nienazwanym wzniesieniem 848 m. Całkowicie lesiste stoki południowe opadają spod przełęczy do Dunajca i należą do Tylmanowej w województwie małopolskim, w powiecie nowotarskim, w gminie Ochotnica Dolna. Ze stoków tych głębokim jarem spływa potok Lewa Ręka mający swoje źródło tuż pod przełęczą Złotne. Północne stoki spod przełęczy opadają do doliny Obidzkiego Potoku. Znajduje się na nich duża polana z kilkoma gospodarstwami osiedla Złotne należącego do miejscowości Obidza w województwie małopolskim, w powiecie nowosądeckim, w gminie Łącko.
Nazwa przełęczy i osiedla ma swoje źródła w dawnych poszukiwaniach złota w tym rejonie. Obok przełęczy, po jej zachodniej stronie i na stokach opadających do Dunajca znajduje się rezerwat przyrody Pusta Wielka.

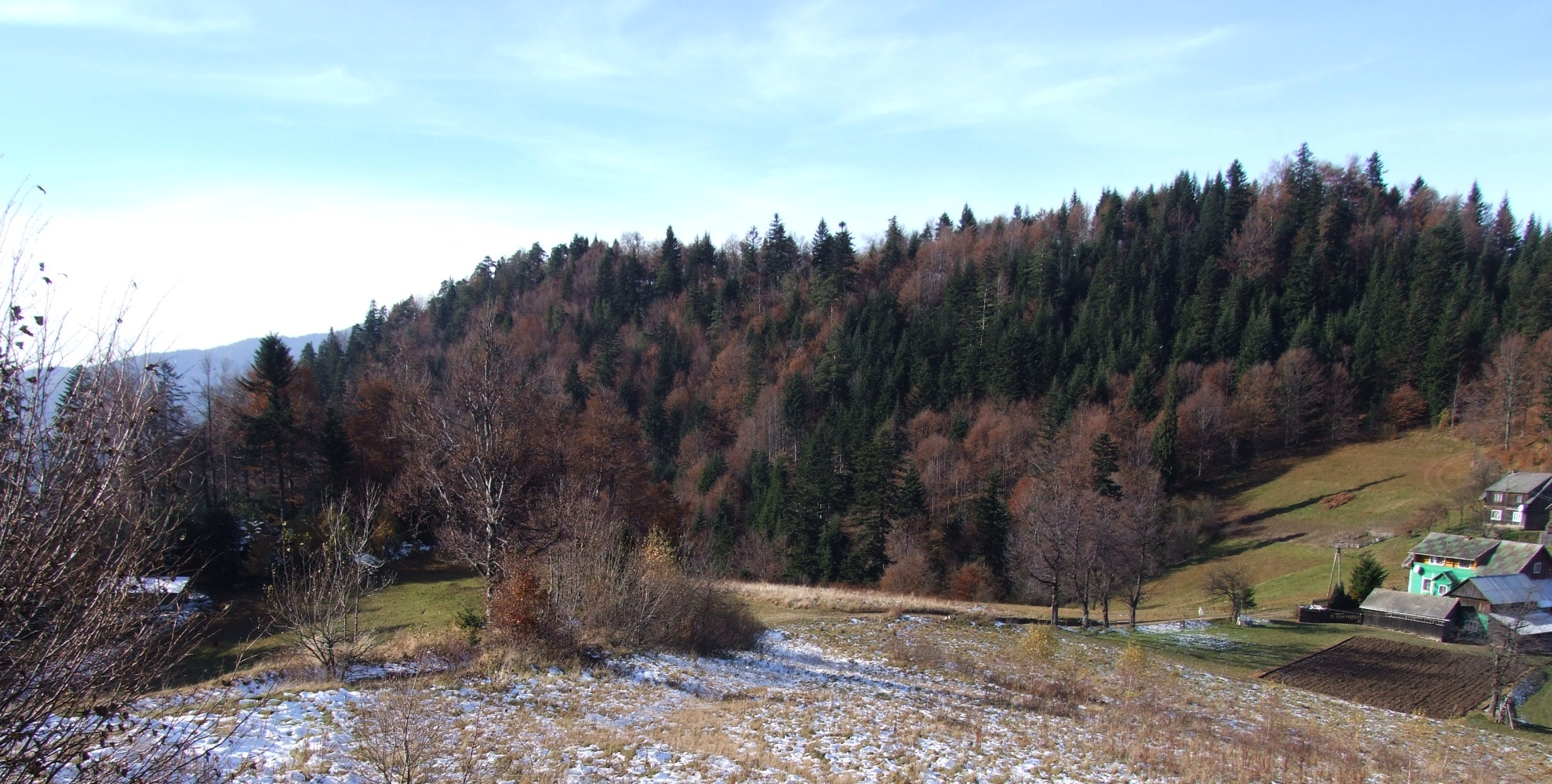
Przełęcz i osiedle Złotne

## Szlak turystyki pieszej
żółty: Łącko – przeprawa promowa przez Dunajec – Cebulówka – Okrąglica Północna – Koziarz – Przełęcz pod Koziarzem – Błyszcz – przełęcz Złotne – Dzwonkówka – Szczawnica.